# 五色温泉 (長野県)
五色温泉（ごしきおんせん）は、長野県上高井郡高山村（旧国信濃国）にある温泉。

## 泉質
- 硫化水素泉

ラジウムを多く含んでいる
無色透明で湧出する湯が、天候や気温などで何色にも変わり、温泉名もこれに因んで五色温泉となった。
男女別の内湯と、混浴露天風呂・女性専用露天風呂がある。

## 温泉街
松川渓谷沿いに一軒宿の「五色の湯旅館」が存在する。一軒宿は信州秘湯会に所属する。同旅館は観光バス会社も運営している。一軒宿の露天風呂は、2007年12月発行の「ガイドのとら」信州温泉版の表紙に写真が取り上げられた。

## 歴史
大正時代には何軒もの旅館が存在したが、土石流により旅館は全滅し、現在の宿だけが再建した。

## アクセス
- 自動車：上信越自動車道須坂長野東ICから約20km
- 鉄道：長野電鉄長野線：須坂駅よりバスで約30分で山田温泉へ。同所より徒歩約60分。宿泊の場合は宿の送迎で約10分。

## 周辺観光スポット
- 山田温泉キッズスノーパーク（山田温泉スキー場）
- YAMABOKUワイルドスノーパーク（山田牧場スキー場）
- 山田温泉
- 七味温泉
- 松川渓谷
- 雷滝
- 八滝
- 高山村五大桜　シダレザクラ（枝垂れ桜）（村内各地）
- 福島正則屋敷跡
- 歴史公園信州高山一茶ゆかりの里一茶館